# Sepakung
Sepakung is een bestuurslaag in het regentschap Semarang van de provincie Midden-Java, Indonesië. Sepakung telt 4113 inwoners (volkstelling 2010).